# 巴鲁埃洛德桑图良
巴鲁埃洛德桑图良，是西班牙卡斯蒂利亚-莱昂帕伦西亚省的一个市镇。 总面积53平方公里，总人口1641人（2001年），人口密度31人/平方公里。